# يانوش هووكر
يانوش هووكر (بالإنجليزية: Janusz Hooker)‏ هو مجدف أسترالي، ولد في 28 سبتمبر 1969 في سيدني في أستراليا.

## وصلات خارجية
- يانوش هووكر على موقع الاتحاد الدولي للتجديف (الإنجليزية)
- يانوش هووكر على موقع اللجنة الأولمبية الدولية (الإنجليزية)
- يانوش هووكر على موقع أوليمبيديا (الإنجليزية)
- يانوش هووكر على موقع اللجنة الأولمبية الأسترالية (الإنجليزية)